# نظریه ترتیب
نظریهٔ ترتیب شاخه‌ای از ریاضی است که به تحقیق در مورد مفهوم شهودی ترتیب با استفاده از روابط دوتایی می‌پردازد. این نظریه چارچوبی صوری برای توصیف جملاتی چون «این کمتر از آن است» یا «این قبل از آن می‌آید» را فراهم می‌سازد.